# Hernán Rivera Letelier
Hernán Rivera Letelier (Talca, 1950) è uno scrittore cileno.

## Biografia
Hernán Rivera Letelier nacque a Talca nel 1950, nel Cile centrale, e trascorse la sua infanzia nei campi dell'industria mineraria del Sodanitro nel deserto di Atacama, nel Cile settentrionale. Alla morte della madre, quando aveva 11 anni, si trasferì con suoi fratelli a casa di una zia ad Antofagasta. Nella sua adolescenza lavorò vendendo i giornali e come messaggero in una società mineraria.
Iniziò la sua carriera di scrittore nel 1988 scrivendo poesie e racconti brevi, ma il suo primo successo derivò dal suo primo romanzo, pubblicato nel 1994: "La regina cantava rancheras" (La Reina Isabel cantaba rancheras) con il quale vinse il Premio Consiglio Nazionale del Libro del Cile. 
Le opere di Hernán Rivera Letelier sono state tradotte in diverse lingue, compreso l'italiano.

## Opere
- "Poemas y pomadas" (1988)
- "Cuentos breves y cuesco de brevas" (1990)
- "La reina Isabel cantaba rancheras " (tradotto in italiano: "La regina cantava rancheras") (1994)
- "Himno del ángel parado en una pata" (1996)
- "Fatamorgana de amor con banda de música" (tradotto in italiano: "Fata morgana d'amore") (1998)
- "Donde mueren los valientes" (1999)
- "Los trenes se van al Purgatorio" (tradotto in italiano: "I treni vanno in Purgatorio") (2000)
- "Santa María de las flores negras" (tradotto in italiano: "Santa Maria dei fiori neri") (2002)
- "Canción para caminar sobre las aguas" (2004)
- "Romance del duende que me escribe las novelas" (2005)
- "El fantasista" (2006)
- "Mi nombre es Malarrosa" (2008)
- "La Contadora de Películas" (tradotto in italiano: "La bambina che raccontava i film") (2009)